# آرتور هولت (ورزشکار)
آرتور هولت (انگلیسی: Arthur Holt; ۸ آوریل ۱۹۱۱ – ۲۸ ژوئیهٔ ۱۹۹۴) بازیکن فوتبال اهل بریتانیا بود.
از باشگاه‌هایی که در آن بازی کرده‌است می‌توان به باشگاه فوتبال توتون و باشگاه فوتبال ساوت‌همپتون اشاره کرد.